# Muriel Darton

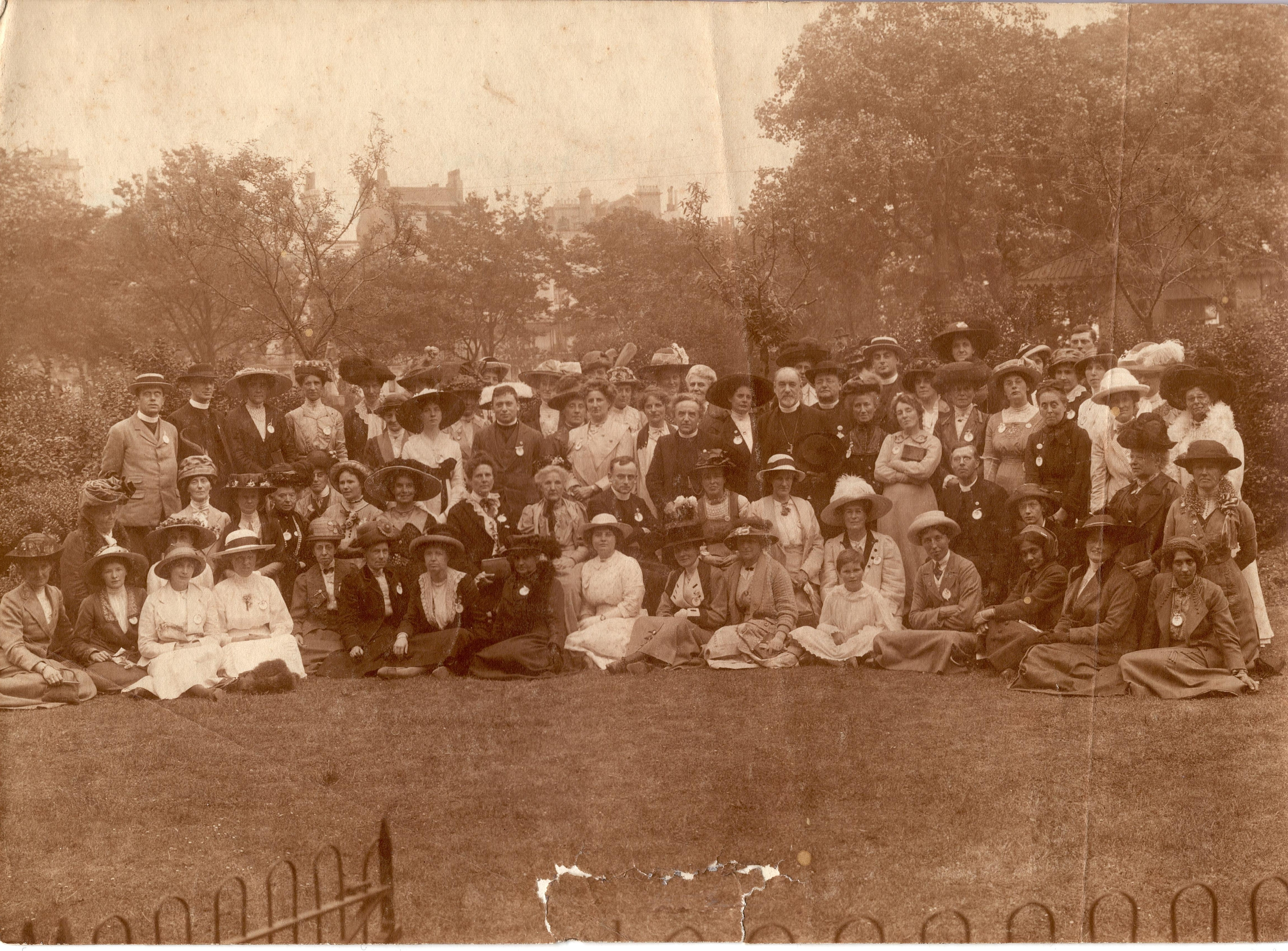
CLWS Treffen in Brighton, 1913, Fotografie von Muriel Darton

Muriel Darton (* 20. März 1882 in London; † 3. Januar 1945 ebenda) war eine englisch-britische Fotografin und Suffragette. Als Fotografin dokumentierte sie in London die Kampagne der Church League for Women’s Suffrage.

## Leben
Darton wurde als jüngstes der sieben überlebenden Kinder von Edward Hack Darton und seiner Frau Adeline geboren. Die Familie Darton war seit den 1830er Jahren im Verlagswesen tätig, aber sie stieg nicht in das Geschäft ein. In der Volkszählung von 1901 wird Darton als student shorthand writer/typist erfasst.
Es ist nicht klar, wann sie Fotografin wurde, aber ein von Darton aufgenommenes Bild des Old Meeting House in Barking erschien am 21. August 1908 in der Quäker-Zeitung The Friend. Später schrieb sie in der Zeitung der Church League for Women’s Suffrage (CLWS) vom 1. September 1915 einen Artikel darüber, wie man Berufsfotografin wird, und beschrieb, dass die erforderliche Ausbildung „nicht so langwierig und kostspielig ist wie bei vielen anderen Berufen“.
Für die Ausgabe von Votes for Women vom 6. August 1909 fotografierte Darton Theresa Garnett und Lillian Dove-Willcox und illustrierte damit den Artikel über deren Prozesse. Später im selben Jahr wurde Darton in einem Zeitungsartikel in Votes for Women vom 29. Oktober als Mitglied der Women’s Social and Political Union (WSPU) aufgenommen und schrieb, sie sei „stolz darauf, Mitglied einer Gesellschaft zu werden, deren Anhänger sich als so aufopferungsvoll und edel erwiesen haben“.
Ende 1909 warb sie in der WSPU-Zeitschrift Votes for Women für ihre Fotografie und bot an, die Kosten für das Material „in allen Fällen, in denen es der Propagandaarbeit der WSPU dienlich sein könnte“, zu übernehmen. In den Jahren 1910 bis 1913 hielt sie Vorträge bei WSPU-Versammlungen im Norden Londons und betrieb gleichzeitig ihr Fotogeschäft. In der Volkszählung von 1911 wurde sie nicht erfasst, so dass man annehmen darf, dass sich am Boycott der Suffragetten beteiligte.
Im Februar 1912 gründeten Darton und ihre Freundin Dorothy Jolly das WSPU-Büro für den nördlichen Teil von Islington und das angrenzende Hornsey in Finsbury Park. Im Januar 1913 wurde ihre Unterstützung für einen Kuchen- und Süßigkeitenverkauf in Nord-Islington in der Zeitschrift The Suffragette gewürdigt.
Darton fotografierte die Hauptversammlung der Church League for Women’s Suffrage bei dessen Treffen in Brighton am 2. Juli 1913 und fertigte Einzelporträts von Edward Lee Hicks, dem Bischof von Lincoln, und von Reverend Claude Hinscliff, dem Gründer der CLWS, an. Diese Porträts wurden über die CLWS und direkt von Dartons Geschäft. Daraufhin begann Darton, auch in der CLWS-Zeitung zu werben, und in der Ausgabe vom September 1913 erschienen Testimonials von Hicks und Hinscliff.
Im Februar 1914 war Darton vorübergehend Sekretärin der WSPU-Zweigstelle in North-Islington, ein Amt, das sie einige Monate lang innehatte, während sie gleichzeitig ihr Fotogeschäft weiterführte. Im Dezember 1914 fotografierte sie Mütter und Babys in der Zweigstelle South West Ham der WSPU-Abspaltung East London Federation of Suffragettes (ELFS). Im September 1915 schrieb Darton einen Artikel über Fotografie in der Rubrik „Careers for Women“ in der CLWS-Zeitung, der Frauen ermutigte, diesen Beruf zu ergreifen.
Darton war unter den ersten britischen Frauen, die das Wahlrecht erhielten. Sie taucht erstmals 1919 im Wählerverzeichnis auf und wohnte in North Finchley. Später führte sie zusammen mit Jolly ein Geschäft für fotografische Materialien in Crouch End, London. Sie starb am 3. Januar 1945 im Royal Cancer Hospital in London im Alter von 62 Jahren. Laut Nachlassverzeichnis hinterließ sie Jolly ihr Vermögen in Höhe von 1.181 Pfund.